# Klementina
Klementina je ženské křestní jméno latinského původu. Je to ženská podoba jména Klement. Vykládá se jako „vlídná, milostivá, mírná“. Podle českého kalendáře má svátek 23. listopadu. Další variantou jména je Klementýna.

## Klementina v jiných jazycích
- Slovensky: Klementína
- Německy: Clementia nebo Clementine nebo Klementie nebo Klementine
- Anglicky: Clementina nebo Clementine
- Francouzsky: Clementine
- Italsky, španělsky: Clementina
- Rusky: Klementina
- Polsky: Klementyna
- Maďarsky: Klementina nebo Klemencia

## Známé nositelky jména
- Klementina Belgická (1872-1955)
- Klementina Francouzská (1817-1907), dcera Ludvíka Filipa Orleánského a vévodkyně v Sasku
- Paulina Klementina von Metternich (1836-1921) – přední vídeňská a pařížská aristokratka

- Clémentine Autain, franczouská politička
- Clémentine Célarié, francouzská herečka
- Clémentine Deliss, badatelka
- Clementine Poppy De Vere Drummond, dcera modelky Claudie Schiffer
- Clémentine Hélène Dufau, francouzská malířka
- Clementine Ford, americká herečka
- Klementina Hartmannová
- Clémentine Nzuji, africká básnířka a lingvistka
- Clementine Ogilvy Spencer-Churchill, manželka Winstona Churchilla a baronka rodu Spencer-Churchillů
- Clementine Stoney, australská plavkyně
- Klementina Zaunmüllerová